# L’essenziale
Az L’essenziale (magyarul: A lényeges) egy dal, amely Olaszországot képviselte a 2013-as Eurovíziós Dalfesztiválon Malmőben. A dalt az olasz Marco Mengoni adta elő olasz nyelven. 1997 után ez az első olasz dal, amelyet teljes egészében az ország hivatalos nyelvén adtak elő.

## Az Eurovíziós Dalfesztivál

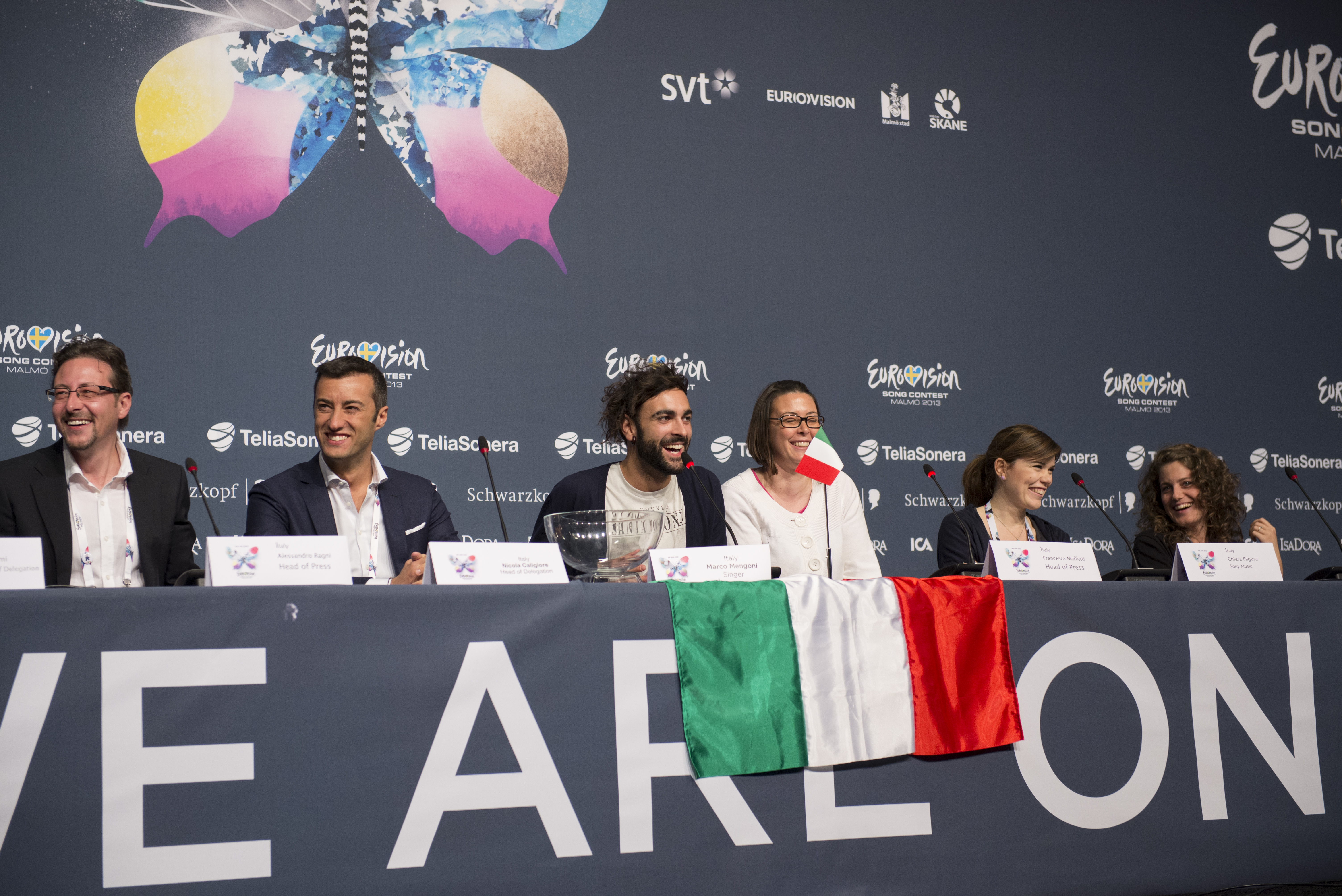
Marco Mengoni a sajtótájékoztatón

A dal a Sanremói Dalfesztiválon az első helyet szerezte meg.
Mivel Olaszország tagja az „Öt Nagy”-nak, ezért nem kellett selejteznie a dalnak az elődöntőkben.
Marco Mengoni a május 18-án rendezett döntőben a fellépési sorrendben huszonharmadikként adta elő az ukrán Zlata Ohnevics Gravity című dala után, és az norvég Margaret Berger I Feed You My Love című dala előtt. A szavazás során 126 pontot szerzett, három országtól begyűjtve a maximális 12 pontot. Ez a 7. helyet jelentette a huszonhat fős mezőnyben.

## Külső hivatkozások
- Dalszöveg
- A L’essenziale című dal hivatalos videóklipje